# Albrecht Mayer
Albrecht Mayer (Erlangen, 1965) è un oboista e direttore d'orchestra tedesco.

## Biografia
Dal 1993 è il primo oboe dei Berliner Philharmoniker. Precedentemente ricopriva lo stesso ruolo nei Bamberger Symphoniker.
Affianca agli impegni orchestrali un'intensa attività solistica e discografica.

## Discografia parziale
Come solista:
- New Seasons - trascrizioni di musiche di Händel per oboe e orchestra (Deutsche Grammophon 4760472);
- Lieder ohne Worte (romanze senza parole) - trascrizioni di musiche di J. S. Bach (Deutsche Grammophon 4760472);
- Auf Mozarts Spuren (In cerca di Mozart) Agosto 2004, con Claudio Abbado e la Mahler Chamber Orchestra (Deutsche Grammophon 6231046);
- Music for Oboe, Oboe d'amore, Cor anglais, and Piano - chamber music from the 19th century, with Markus Becker on piano (EMI Classics 5731672);
- J.S. Bach's Double concerto for oboe und violin with Mayer on oboe and Nigel Kennedy on violin with the Berlin Philharmonic (EMI Classics 5570162).
- Tesori D'Italia - raccolta di brani del barocco italiano (compositori: Elmi, Sammartini, Vivaldi, Ristori) per oboe solo, artisti: Albrecht Mayer, Luca Pianca, Andrea Zucco, I Musici di Roma (Deutsche Grammophon);